# Trekanten (Kalmar)
Trekanten è una località (tätort) della Svezia, sita nel comune di Kalmar, tra i comuni.
di Kalmar e Nybro. Centro di aggregazione della cittadina è la chiesa di S. Olof edificata nel 1925.

## Società

### Evoluzione demografica
Abitanti censiti